# كوهناب بايين (غوهران)
کوهناب بایین (بالفارسية: کهناب پایین) هي قرية تقع في إيران في Gowharan Rural District. يقدر عدد سكانها بـ 95 نسمة .